# Tabernaemontana crassifolia
Tabernaemontana crassifolia är en oleanderväxtart som beskrevs av Marcel Pichon. Tabernaemontana crassifolia ingår i släktet Tabernaemontana och familjen oleanderväxter. Inga underarter finns listade i Catalogue of Life.